# Angelburg
Angelburg är en kommun i Landkreis Marburg-Biedenkopf i Regierungsbezirk Gießen i förbundslandet Hessen i Tyskland. 
Kommunen bildades 1 april 1972 genom en sammanslagning av de tidigare kommunerna Frechenhausen och Lixfeld. Gönnern och Angelburg gick samman 1 juli 1974.